# Безплатне програмне забезпечення
Безплатне програ́мне забезпече́ння (англ. freeware, МФА: [ˈfɹiːwɛə(r)]), від англ. free «вільний, безплатний» і англ. (soft)ware «(програмне) забезпечення») — пропрієтарне програмне забезпечення, котре можна використовувати без плати протягом необмеженого терміну без обмежень у функціональності, і поширюване без початкових кодів. Автори такого програмного забезпечення, зазвичай, хочуть «дати щось спільноті», але також бажають контролювати його подальшу розробку. Іноді, коли програмісти вирішують припинити розробку, вони передають початковий код іншим програмістам, або ж спільності користувачів як вільне програмне забезпечення.
Дуже часто плутають поняття «безплатне програмне забезпечення» та «вільне програмне забезпечення», хоча вони суттєво відрізняються. Безплатне програмне забезпечення можна без плати встановлювати та використовувати (іноді з певними обмеженнями, як, наприклад, «безплатне для домашнього або некомерційного вжитку»), водночас вільне програмне забезпечення можна продавати за будь-яку суму, але при тому користувач, котрий його отримує, повинен мати права на вивчення, модифікацію та поширення початкових кодів отриманої програми.
Безплатні комп'ютерні програми (freeware) — програмне забезпечення, що надається без плати, навіть, якщо автор зберігає авторське право на програму. Автори або компанії створюють безплатні програми, керуючись принципами солідарності з іншими компаніями або для просування інших проектів, або тому, що програма є надто вузько спеціальною або занадто старою, тож комерційне розповсюдження не має сенсу.